# Єлена (цариця Адіабени)
Олена (івр. הֵילֶנֵי [הֶלֶנֵי] הַמַּלְכָּה, трансліт. hеленей ha-малка, латиніз. цариця Олена, I ст. Н. Е..) — Цариця невеликої держави Адіабена, що розташовувалась у верхів'ях річки Тигр, в Межиріччі (сучасний іракський Курдистан) і була підлеглою парфянському «Царю Царів». Сестра і дружина царя Адіабени Монобаза I. Приблизно в 30 році н. е. разом зі своїм сином Ізатом перейшла в юдаїзм, зробивши його державною релігією Адіабени.

## Історичний фон
Після звільнення від полону Киром Великим юдеїв, депортованих в Вавилон із Юудеї, вони розселилися на території багатьох ахеменідських провінцій , в самій же Месопотамії стали однією з титульних націй. Перський цар Дарій II, за переказами, по матері був юдеєм.
Сучасник Олени, єврейський історик Йосиф Флавій, писав  [Архівовано 4 березня 2016 у Wayback Machine.] про те, що в Месопотамії проживає незліченна кількість юдеїв — цілі міста з населенням у кілька десятків тисяч чоловік (великі міста на ті часи). Прийняття юдаїзму Оленою відповідало перебігу часу.

## Відомості
Син Олени, Ізат, став ревним юдеєм. Він відправив до Єрусалиму своїх синів, щоби ті вивчали єврейську мову і закони. Єлена провела в Єрусалимі другу половину свого життя. Тричі брала обітницю назорейства.
Під час посухи (приблизно в 45-46 рр..) Ізат посилав у Єрусалим гроші, цариця Єлена закуповувала для голодуючих зерно в Єгипті і фініки на Кіпрі, а цар Монобаз II витратив на це всі скарби, зібрані його предками.
Цариця Олена звела в Єрусалимі та Лоді ряд величних будівель. Вона пожертвувала Єрусалимському храмові золотий світильник, який поставили над воротами Храму. По всьому Єрусалимі було видно блиск променів вранішнього сонця, що відбивали на золоті світильника, і це служило сигналом для початку ранкової молитви. Цариця Олена та її син Монобаз неодноразово згадуються у талмудичній літературі. 
Під час Юдейської війни проти римлян царська сім'я з Адіабени допомагала повстанцям. Йосиф Флавій свідчить: «В рядах євреїв найбільш відзначилися і доблесними були Монобаз і Кенедай, родичі Монобаза, царя Адіабени».
Померла цариця в Адіабені. Її останки були перевезені до Єрусалиму її сином Монобазом II. Там же був похований і цар Ізат. На півночі Єрусалиму знаходиться висічена в скелі гробниця, відома як Гробниця царів, що вважається, згідно з давньою єрусалимською традицією, їх похованням. Її місцезнаходження також відповідає описам Флавія.